# Wołyńce (gromada w powiecie siedleckim)
Wołyńce (do 31 XII 1957 Sekuła) – dawna gromada, czyli najmniejsza jednostka podziału terytorialnego Polskiej Rzeczypospolitej Ludowej w latach 1954–1972.
Gromady, z gromadzkimi radami narodowymi (GRN) jako organami władzy najniższego stopnia na wsi, funkcjonowały od reformy reorganizującej administrację wiejską przeprowadzonej jesienią 1954 do momentu ich zniesienia z dniem 1 stycznia 1973, tym samym wypierając organizację gminną w latach 1954–1972.
Gromadę Wołyńce siedzibą GRN w Wołyńcach utworzono 1 stycznia 1958 w powiecie siedleckim w woj. warszawskim w związku z przeniesieniem siedziby GRN gromady Sekuła z Sekuły do Wołyniec i zmianą nazwy jednostki na gromada Wołyńce. Dla gromady ustalono 17 członków gromadzkiej rady narodowej.
31 grudnia 1959 z gromady Wołyńce wyłączono (a) wsie Myrcha, Stok Wiśniewski, Wólka Wołyniecka i Lipniak, włączając je do gromady Wiśniew oraz (b) wieś Podsekuła, włączając ją do gromady Białki w tymże powiecie, po czym gromadę Wołyńce zniesiono a jej (pozostały) obszar włączono do gromady Żelków Kolonia tamże.